# Luigi Donati
Luigi Donati  (* 4. April 1846 in Fossombrone; † 7. März 1932 in Bologna) war ein italienischer Mathematiker und Physiker.
Donati erwarb 1871 seinen Laurea-Abschluss in Physik an der Universität Pisa und studierte zuvor an der Scuola Normale Superiore. 1886 wurde er Professor für spezielle Physik am Polytechnikum in Mailand und lehrte ab 1877 mathematische Physik an der Universität Bologna. Danach war er Dozent für technische Physik und Elektrotechnik an der Ingenieursschule in Bologna, deren Direktor er auch wurde.
Er befasste sich mit Elastizitätstheorie und Elektromagnetismus. In der Elastizitätstheorie zeigte er, dass die Sätze von Menabrea und Castigliano nicht nur nützliche Anwendungen in der Statik haben, sondern grundlegende Eigenschaften elastischer Körper darstellen. Auch zur Spannungsfunktion leistete er bedeutende Beiträge.
1902 wurde er korrespondierendes Mitglied der  Accademia dei Lincei.